# سمر أبو العوف
سمر أبو العوف (1983/1984-) هي مصورة صحفية فلسطينية توثق أعمالها الحياة في فلسطين. عملت لدى رويترز وصحيفة نيويورك تايمز.

## حياتها المهنية
ولدت سمرأبو العوف في غزة. كانت تبلغ من العمر 26 عامًا عندما بدأت البحث عن مهنة، راغبةً في تحقيق هدف أكبر من كونها ربة منزل، لكنها انجذبت إلى التصوير الفوتوغرافي وبدأت في التقاط الصور على الرغم من توبيخ زوجها آنذاك وعائلتها. في عام 2010، التحقت بدورات التصوير الفوتوغرافي وعلمت نفسها من خلال دروس تعليمية عبر الإنترنت. في عام 2012، فازت بجائزة في مسابقة "تغيير الصورة" التي نظمتها الأونروا عن إحدى صورها التي تُظهر أطفالاً يحتفلون بعيد ميلادهم.
بدأت العمل بشكل مستقل مع وكالة رويترز، وميدل إيست آي، والمجلة المحلية الغيداء. أثناء تغطيتها للاحتجاجات على الحدود في غزة عام 2015، وضعت أبو العوف خوذة من قدر طهي وصنعت سترة مكتوب عليها "صحافة" لتوضيح أنها مصورة توثق الأحداث.
بعد اندلاع حرب غزة، بدأت سمر تعيش في سيارتها الجيب وتتنقل بين المدن لتغطية وتوثيق عواقب الغارات الجوية. تم تدمير منزلها في مدينة غزة في غارة جوية. فازت بجائزة جورج بولك للتصوير الصحفي لعام 2023، بالاشتراك مع يوسف مسعود، عن صورها لصحيفة نيويورك تايمز للغزو الإسرائيلي لقطاع غزة في أواخر عام 2023. في ديسمبر 2024، فازت بجائزة اليونيسيف لأفضل صورة لهذا العام مع مصور اسرائيلي عن صورهما للأطفال الناجين من حرب غزة وهجمات 7 أكتوبر 2023 على التوالي.
في ديسمبر 2023، تم إجلاؤها هي وأطفالها إلى الدوحة في قطر بمساعدة صحيفة نيويورك تايمز. منذ مغادرتها غزة، وثقت صور أبو العوف حياة النازحين الآخرين. أثناء وجودها في الدوحة، عاشت أبو العوف بالقرب من محمود عجور، الطفل الذي فقد ذراعيه بسبب غارة جوية إسرائيلية؛ والتقطت صورة شخصية للعجور، بإذن من والدته، كجزء من تقرير إخباري عن الأشخاص الذين أصيبوا خلال الحرب في غزة ويتلقون العلاج الطبي في قطر. تم الاعتراف بالصورة باعتبارها صورة الصحافة العالمية لعام 2025.

## الجوائز والأوسمة
- جائزة جورج بولك للتصوير الصحفي لعام 2023، بالاشتراك مع يوسف مسعود.[6]
- جائزة أنيا نيدرينغهاوس للشجاعة في التصوير الصحفي لعام 2024، مؤسسة الإعلام النسائي الدولية.[3]
- جائزة حرية الصحافة الدولية لعام 2024، الصحفيون الكنديون من أجل حرية التعبير.[1]
- صورة العام 2024 لليونيسف، بالاشتراك مع المصور الإسرائيلي أفيشاج شاعر يشوف.[7]
- جائزة فيزا دور للصحافة اليومية لعام 2024، فيزا للصورة[12]

## حياتها الشخصية
لدى سمر أبو العوف أربعة أطفال، وتقيم هي وأطفالها في الدوحة، قطر اعتبارًا من عام 2024. خلال الأزمة الإسرائيلية الفلسطينية عام 2021، قُتل 14 فردًا من عائلة أبو العوف في انفجار.